# Ada Smith (Turnerin)
Ada Smith (* 24. Juni 1903 in Leigh; † 8. August 1994 in Atherton) war eine britische Turnerin.

## Erfolge
Ada Smith nahm 1928 an den Olympischen Spielen in Amsterdam teil und gehörte bei diesen zur britischen Turnriege im Mannschaftsmehrkampf, bei dem insgesamt fünf Mannschaften antraten. Den Wettkampf schlossen die Britinnen mit 258,25 Punkten auf dem dritten Platz ab, hinter den siegreichen Niederländerinnen, die mit 316,75 Punkten Olympiasiegerinnen wurden, und den mit 289 Punkten zweitplatzierten Italienerinnen. Dahinter folgten die Mannschaften Ungarns und Frankreich. Smith erhielt somit zusammen mit Annie Broadbent, Lucy Desmond, Margaret Hartley, Amy Jagger, Queenie Judd, Jessie Kite, Midge Moreman, Carrie Pickles, Ethel Seymour, Hilda Smith und Doris Woods die Bronzemedaille.
Wie Hilda Smith war sie Mitglied des Leigh Gymnastics Club und trainierte im Marsh Gymnasium in Leigh, die beiden waren jedoch nicht miteinander verwandt. Vor den Spielen hatte Smith bei den nationalen Meisterschaften hinter Carrie Pickles und Annie Broadbent den dritten Platz belegt. Nach ihrer aktiven Laufbahn war sie als Turntrainerin am Marsh Gymnasium tätig.